# Sziluett

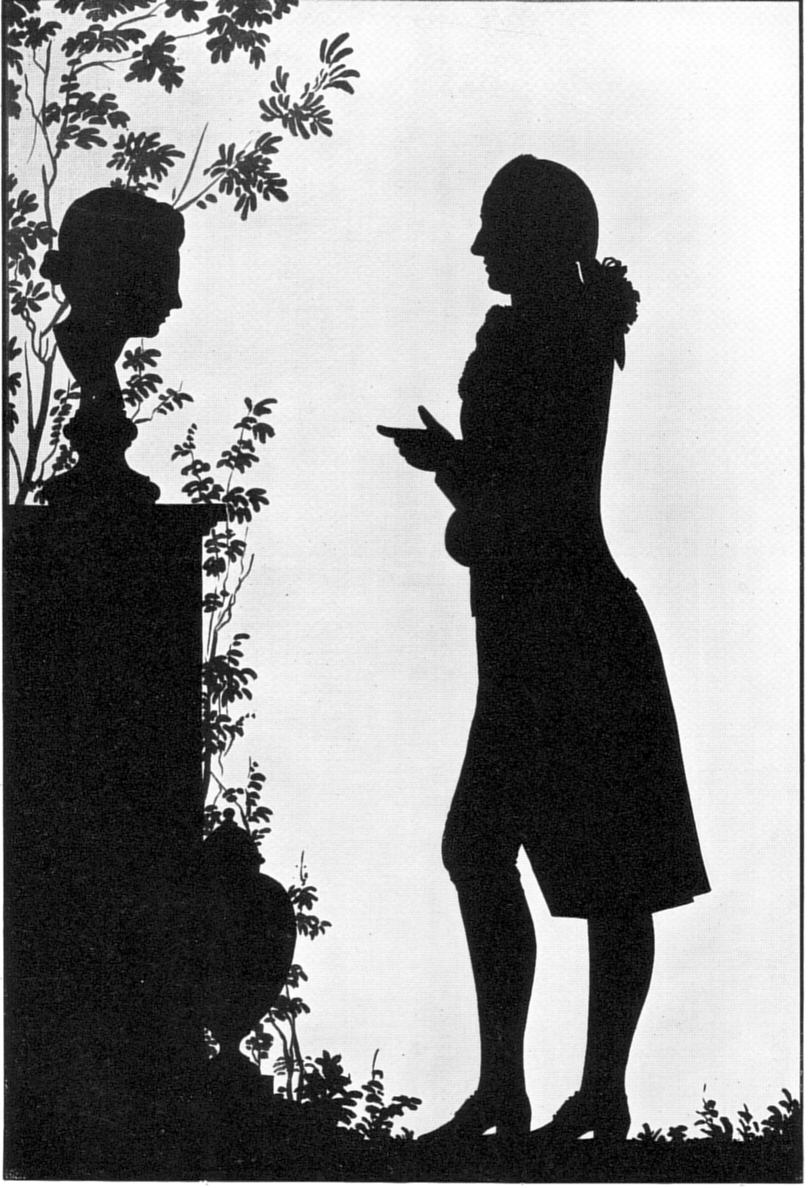
Goethe különösen kedvelte a sziluetteket, számos ilyen készült róla. Ez a kép egy nő sírján elhelyezett mellszobor előtt ábrázolja őt (1776)

A sziluett vagy árnykép, árnyrajz a képzőművészetben, amely egyöntetűen egyszínű, általában fekete színű ábrázolás, amelyen csak a körvonalak érvényesülnek. Készülhetett festéssel vagy rajzzal vásznon vagy papíron, de fekete lapból, lemezből is kivágva. Átvitt értelemben a világosabb környezetéből sötéten, éles körvonalával kiemelkedő tárgy képe, a körvonalainak összessége. Az elnevezés eponimia, azaz személynévből képzett köznév. Étienne de Silhouette 18. századi francia pénzügyminiszter nevéből ered, aki az ilyen egyszerű portrékat bevezette és takarékosságból propagálta a költségesebb festmények helyett.

## Eredete
Étienne de Silhouette francia pénzügyminiszter a hétéves háború miatt kialakult hitelválság körülményei között 1759-ben szigorú takarékossági intézkedéseket vezetett be, amelyek a gazdagokat is súlyosan érintették. Megszorításai nyomán neve az olcsó dolgok, így a festmények, miniatűr portrék helyett készített árnyképek szinonimájává vált.
A sziluett készítése a 19. század elején művészeti ággá, divattá vált. Három féle módon készítettek sziluetteket:
- festéssel elefántcsontra, papírra, kartonra, vagy tükörkép formájában üveg hátára;
- világos papírból negatív kivágással, amit aztán sötét lapra helyeztek;
- sötét papírból kivágva, amit világos alapra helyeztek.

## Katonai alkalmazása

F–100 Super Sabre vadászgép sziluettje

A 20. században a hadseregekben és a haditengerészetekben sziluettek révén oktatták az ellenséges repülő- és hadihajótípusok felismerését.

## Sziluettek a 21. században
A sötét alakok ábrázolása világos háttér előtt a jelenkorban is gyakori fogása a fényképezésnek és más képzőművészeti ágaknak.

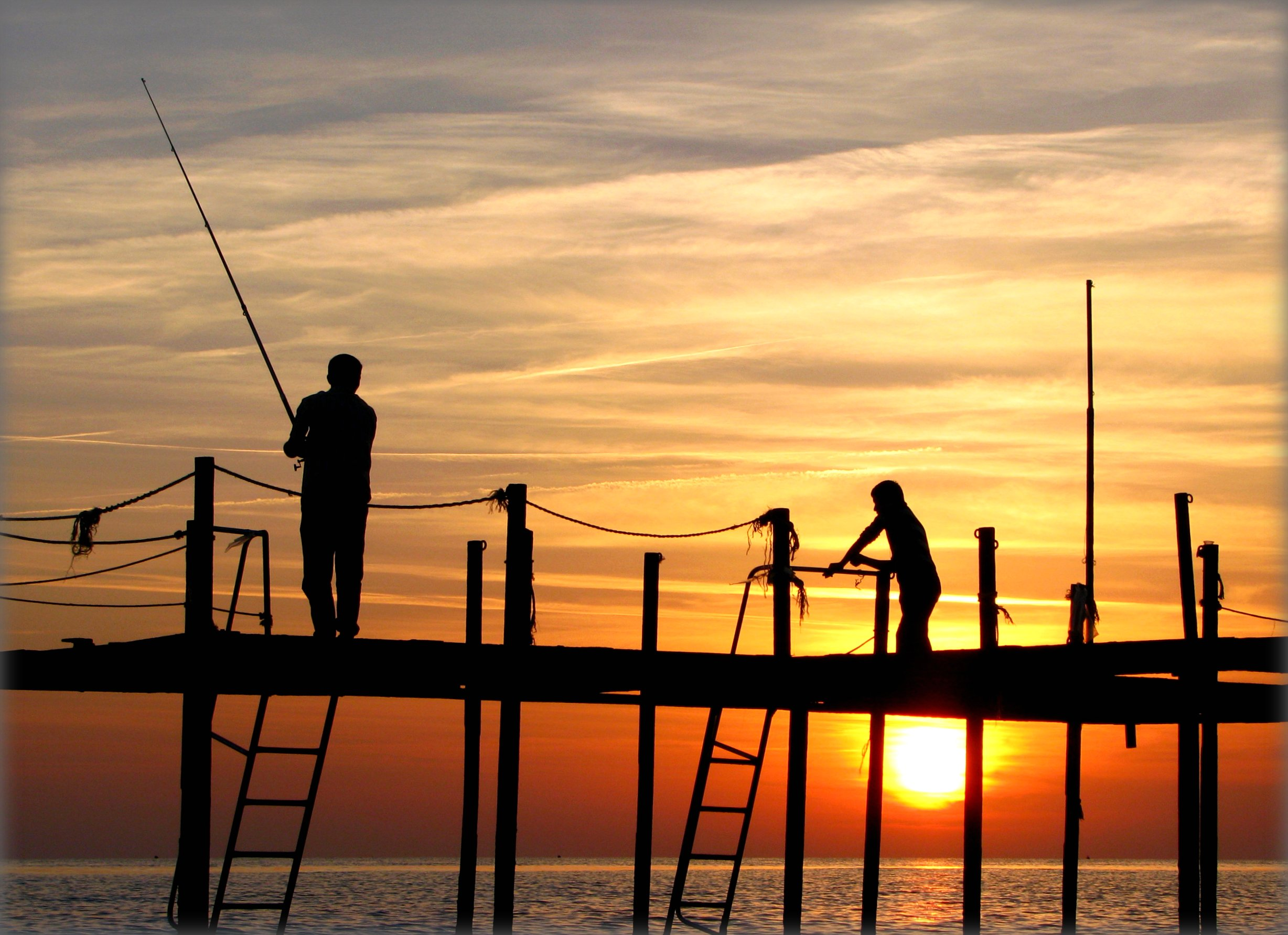
Horgászok
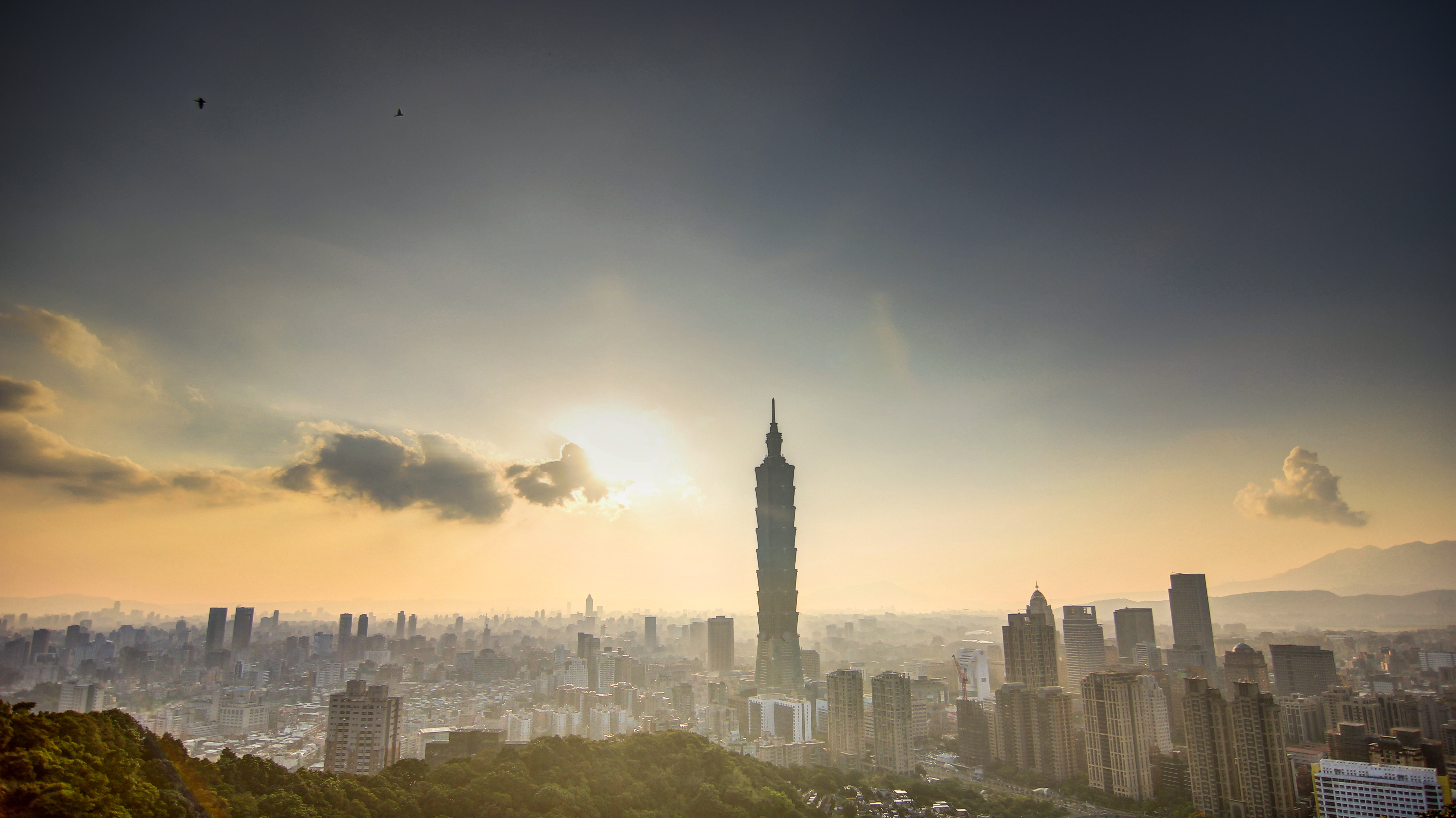
Tajpej látképe

## Fordítás
- Ez a szócikk részben vagy egészben  a   Silhouette című angol Wikipédia-szócikk ezen változatának fordításán alapul.  Az eredeti cikk szerkesztőit annak laptörténete sorolja fel. Ez a jelzés csupán a megfogalmazás eredetét és a szerzői jogokat jelzi, nem szolgál a cikkben szereplő információk forrásmegjelöléseként.